# Magnus Erlendsson

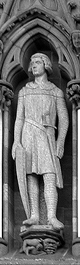
Sint-Magnus

Magnus Erlendsson (overleden 16 april 1117), was een earl van Orkneyeilanden, die bekend werd na zijn dood als Sint-Magnus.
Het levensverhaal van Sint Magnus is opgetekend in de Orkneyinga Saga. In 1098 claimde koning Magnus III van Noorwegen de Orkneyeilanden waar op dat moment de broers Erland en Paul Thorfinnson regeerden over Orkney. De koning nam de jonge Magnus mee op een expeditie naar de Hebriden en Anglesey. Tijdens deze expeditie raakten de Noren slaags met twee graven uit Wales. Het verhaal gaat dat de jonge Magnus weigerde mee te vechten en tijdens het gevecht psalmen zong. Na de dood van de Noorse koning keerde Magnus terug naar Orkney. De graven Erland en Paul waren reeds gestorven. Hakon, de zoon van Paul, was inmiddels earl van Orkney. Magnus eiste succesvol zijn vaders deel van het graafschap op.
Enige jaren was er vrede tussen beide graven. In 1117 ging het echter mis. Om ruzie te vermijden werd een ontmoeting geregeld op 16 april tussen beide graven op het eiland Egilsay; ieder zou slechts twee schepen meenemen en een beperkt aantal mannen. Hakon pleegde verraad door te arriveren met acht schepen en een groot aantal man. Magnus werd gevangengenomen en smeekte om zijn leven te sparen; hij was bereid om te worden gemarteld. Hakon was in eerste instantie geneigd Magnus te laten leven, maar op aandringen van een aantal belangrijke hoofdmannen besloot hij toch tot diens dood. Hakon beval zijn standaarddrager Magnus te doden, maar die weigerde. Hakon beval toen zijn kok Magnus te doden. De kok weende, maar Magnus spoorde hem aan om hem met een bijl in het hoofd te raken. Zo geschiedde.
Magnus werd begraven in Christchurch in Birsay op Mainland. Bij dit graf gebeurden de eerste wonderen.  Fris groen schoot op in de onvruchtbare en rotsige bodem rond het graf en miraculeuze genezingen vonden er plaats.
In die dagen was canonisatie in Rome niet nodig en kon als er genoeg aanhang was onder het volk plaatselijk geestelijk gezag iemand tot martelaar uitroepen; in dit geval was dat de bisschop van Orkney, William the Old.
Rognvald Kali Kolsson, de neef van Magnus, werd in 1129 graaf van Orkney en gaf de opdracht tot de bouw van de Sint-Magnuskathedraal in Kirkwall in 1137. Zowel de resten van Sint-Magnus (onder andere de beschadigde schedel) en van Sint-Rognvald bevinden zich thans in twee pilaren van het koor.
De populariteit van Sint-Magnus is verder verspreid dan alleen Orkney. Sint-Magnus was bijvoorbeeld ook bekend in IJsland. Een Gaelische hymne gewijd aan Sint-Magnus is bewaard gebleven.

## Trivia
De distilleerderij Highland Park brengt speciale bottelingen uit gebaseerd op de Orkneyinga saga; de tweede botteling draagt de naam Saint Magnus.